# Шайдуллин, Вадим Вакивович
Вадим Вакивович Шайдуллин (род. 23 марта 1966, Казань) — советский и российский хоккеист, нападающий, тренер. Мастер спорта России.

## Биография
Воспитанник казанского СК им. Урицкого. Выступал за СК им. Урицкого — «Итиль» — «Ак Барс» (1981/82 — 1986/87, 1988/89 — 1991/92, 1995/96), СКА Свердловск (1986/87 — 1988/89), тольяттинскую «Ладу» (1992/93 — 1993/94), финские «Киекко-Эспоо» и РоКи (1994/95), «Рубин» Тюмень (1996/97), «Торпедо» Нижний Новгород и «Металлург» Новокузнецк (1997/98).
Двукратный чемпион России, двукратный серебряный призер чемпионата России.
Тренер в «Нефтехимике» (2001/02), «Сибири» (2002/03 — 2003/04). Главный (15 ноября 2004—2006/07) и старший (2007/08) тренер команды «Ак-Барс-2». Тренер в школе «Ак Барса» (2008—2012). Главный тренер «Ирбиса» (27 декабря 2012—2014/15). Тренер в нижнетагильском «Спутнике» (2015/16, до 11 ноября). Тренер любительского клуба «Торнадо» Казань.